# Secante (trigonometría)
La Secante (abreviado como sec) es la razón trigonométrica recíproca del coseno, o también su inverso multiplicativo:
{\displaystyle \sec \alpha ={\frac {1}{\cos \alpha }}={\frac {c}{b}}}

## Forma geométrica (trigonometría)
{\displaystyle \sec \alpha ={\frac {1}{\cos \alpha }}}
Tenemos que:
{\displaystyle \sec \alpha ={\frac {\overline {AB}}{\overline {AC}}}={\frac {\overline {AE}}{\overline {AD}}}={\frac {\overline {AE}}{1}}={\overline {AE}}}
Otro planteamiento de la misma cuestión se hace trazando una perpendicular a r por B, esta perpendicular corta el eje x en J, así tenemos:
{\displaystyle \sec \alpha ={\frac {\overline {AJ}}{\overline {AB}}}={\frac {\overline {AJ}}{1}}={\overline {AJ}}}
Esta solución es distinta de la anterior.

## Representación gráfica
y=sec(x)

## Coseno y secante de un ángulo
Partiendo de la definición de secante como la recíproca del coseno:
{\displaystyle \sec \alpha ={\frac {1}{\cos \alpha }}}
Conociendo la función del coseno, podemos ver que para los valores en los que el coseno vale cero, la secante se hace infinito, si la función coseno tiende a cero desde valores positivos la secante tiende a: {\displaystyle +\infty }.
{\displaystyle \lim _{\alpha \to {\frac {\pi }{2}}^{-}}\cos(\alpha )=0^{+}}
{\displaystyle \lim _{\alpha \to {\frac {\pi }{2}}^{-}}\sec(\alpha )={\cfrac {1}{{\underset {\alpha \to {\frac {\pi }{2}}^{-}}{\lim }}\;\cos(\alpha )}}={\cfrac {1}{0^{+}}}=+\infty }
mientras que cuando el coseno tiende a cero desde valores negativos la secante tiende a: {\displaystyle -\infty }.
{\displaystyle \lim _{\alpha \to {\frac {\pi }{2}}^{+}}\cos(\alpha )=0^{-}}
{\displaystyle \lim _{\alpha \to {\frac {\pi }{2}}^{+}}\sec(\alpha )={\cfrac {1}{{\underset {\alpha \to {\frac {\pi }{2}}^{+}}{\lim }}\;\cos(\alpha )}}={\cfrac {1}{0^{-}}}=-\infty }
Cuando el coseno del ángulo vale uno, su secante también vale uno, como se puede ver en la gráfica.